# Rekolid
Rekolid var ett företag som bildades 1947 av journalisten Erik Wästberg som ett företag för ljuskopiering. På en rundresa i USA 1948 sammanträdde Erik Wästberg med mormonkyrkan i Salt Lake City och kom överens med dem att mikrofilma alla svenska kyrkböcker. Mormonerna har en omfattande släktforskning eftersom de i efterhand döper släkt och då menar att de ses i samma himmelrike.
Rekolid blev då främst ett mikrofilmföretag. År 1949 bildade Rekolid ett dotterföretag i Finland, Rekolid OY (som 1955 övergick i finskt ägande) och mikrofilmade också de finska kyrkböckerna. Victor Hasselblad stödde filmningen.
Kopior av all mikrofilm av kyrkböcker gavs gratis till Riksarkivet och Kungliga biblioteket. År 1963 överlämnades de sista, när uppdraget från mormonerna avslutats, på en större ceremoni, ledd av Gustav VI Adolf, till Kungliga biblioteket. 
År 1951 köpte Rekolid Centrala filmarkivet AB, som blev ett dotterbolag och som mikrofilmade svenska tidningar åt enskilda tidningar och Kungliga biblioteket. 
När Erik Wästberg avlidit 1954 blev Greta Wästberg VD. År 1982 hade den svenska regeringen beslutat att förstatliga mikrofilmningen av tidningar till Kungliga biblioteket och lokala bibliotek och Rekolid fick avskeda sina anställda. Greta Wästberg gjorde då om företaget till ett bokförlag som gav ut nytryck av gamla böcker om Stockholm och om svensk design.
Ordföranden i AB Rekolid var Stig Janson, Wilhelm Odelberg, Olof Christner, Ernst Hirsch och mot slutet Olle Wästberg. Rekolid lades ner i samband med Greta Wästbergs död 2006.